# Nearcha aridaria
Nearcha aridaria är en fjärilsart som beskrevs av Walker 1866. Nearcha aridaria ingår i släktet Nearcha och familjen mätare. Inga underarter finns listade i Catalogue of Life.